# 오쿠타마촌
오쿠타마촌(奥玉村)은 1955년까지 이와테현 히가시이와이군에 존속했던 촌이다. 현재의 이치노세키시에 해당한다.

## 연혁
- 1889년 4월 1일 - 정촌제 시행과 함께 히가시이와이군 오쿠타마촌이 성립하였다.
- 1956년 9월 30일 - 센마야정, 이와시이미즈촌, 고나시촌과 합병해 새로운 센마야정이 형성하였다.

## 교통

### 철도
- 마을 내에 철도역은 존재하지 않는다.가장 가까운 역은 일본국유철도 오후나토 선 고나시역

## 참고서적
- 『이와테현 정촌 합병지』(이와테현 총무부 지방과, 1957년)